# بريستون ستورجس
بريستون ستورجس (بالإنجليزية: Preston Sturges)‏ (مواليد 29 أغسطس 1898 في شيكاغو - 6 أغسطس 1959)، هو ممثل ومخرج وكاتب مسرحي وكاتب سيناريو أمريكي بدأ مسيرته الفنية عام 1928. كما أنه من الفائزين بجوائز الأوسكار.

## أعماله
- ماك جنتي العظيم (1940)

## وصلات خارجية
- بريستون ستورجس على موقع IMDb (الإنجليزية)
- بريستون ستورجس على موقع الموسوعة البريطانية (الإنجليزية)
- بريستون ستورجس على موقع ألو سيني (الفرنسية)
- بريستون ستورجس على موقع تيرنر كلاسيك موفيز (الإنجليزية)
- بريستون ستورجس على موقع أول موفي (الإنجليزية)
- بريستون ستورجس على موقع قاعدة بيانات برودواي على الإنترنت (الإنجليزية)
- بريستون ستورجس على موقع قاعدة بيانات الأفلام السويدية (السويدية)
- بريستون ستورجس على موقع إن إن دي بي (الإنجليزية)
- بريستون ستورجس على موقع ديسكوغز (الإنجليزية)
- بريستون ستورجس على موقع قاعدة بيانات الفيلم (الإنجليزية)